# Панарет Брегалнишки
Панарет е български православен духовник, титулярен брегалнишки епископ, управляващ Костурска епархия, игумен на Бачковския манастир и ректор на Пловдивската духовна семинария.

## Биография
Роден е като Петър Наумов в ресенското село Подмочани на 27 юни 1878 година. Учи в родното си село, а по-късно в Цариградската духовна семинария. На 30 януари 1901 година се замонашва под името Панарет и на 31 януари 1901 година е ръкоположен за йеродякон. На 11 (26) октомври 1901 година е приет в I курс на Московската духовна академия по съкратения изпит. През 1904 година прекъсва обучението в трети курс.
На 24 май 1904 година е ръкоположен за йеромонах, а на 1 октомври 1904 година е назначен за учител в Цариградската духовна семинария.
От 1 септември 1908 година до 31 май 1910 година йеромонах Панарет е протосингел на Скопската българска митрополия, а от 1 юни 1910 до 1 ноември 1913 е в Костур, като замества архимандрит Иларион като управляващ Костурската българска епархия. На 26 октомври 1911 година по решение на Светия синод на Българската екзархия е възведен в архимандритско достойнство.
В 1913 година, когато Костур попада в Гърция е изгонен и от 1 ноември 1913 година до 1 октомври 1915 година е игумен на Бачковския манастир.
По време на Първата световна война, от 1 октомври 1915 година до 21 юли 1916 година архимандрит Панарет е доброволец като полкови свещеник в Трети полк на Единадесета пехотна македонска дивизия. След освобождението на Скопие от 26 юли 1916 до 1 август 1919 година е протосингел на Скопската митрополия.
След неуспешния за България край на войната, от 1919 до 1923 година Панарет повторно е игумен на Бачковския манастир. След това от 1 август 1923 година до 1 септември 1929 година е ректор на Пловдивската духовна семинария.
На 6 декември 1925 година в пловдивската катедрала „Света Марина“ е ръкоположен в епископски сан с титлата брегалнишки от наместник-председателя на Светия синод митрополит Максим Пловдивски в съслужение с други архиереи.
От 1 септември 1929 до 1 септември 1933 година епископ Панарет Брегалнишки за трети път е игумен на Бачковския манастир, а след това до 1934 година е ректор на Свещеническото училище в Черепишкия манастир.
След повторното освобождание на Македония през пролетта на 1941 година през май епископ Панарет става викарий на управляващия Скопско-Велешка епархия митрополит Софроний Търновски. Определен е за помощник на управляващия Охридско-Битолска епархия митрополит Филарет Ловчански.
Панарет Брегалнишки умира в София на 12 февруари 1944 година. Погребан е до храма „Свети Николай“ в квартал Горна баня.